# JF-17 Thunder
JF-17 Thunder або ж Chengdu FC-1 Xiaolong — легкий однодвигунний багатоцільовий винищувач-бомбардувальник 4-го покоління спільної пакистано-китайської розробки. Розроблений та виготовляється пакистанською компанією PAC (Pakistan Aeronautical Complex) та китайською компанією (CAC) (Chengdu Aircraft Corporation). JF-17 може використовуватись для повітряної розвідки, як штурмовик і як винищувач-перехоплювач. Його назва «JF-17 Thunder» що використовується Пакистаном є скороченням від «Joint Fighter-17 Thunder» (Грім), а назва, що використовується КНР «FC-1 Xiaolong» означає «Fighter China-1 Fierce Dragon» (Лютий Дракон).

## Історія виробництва

### Передумова
JF-17 розроблявся в основному для задоволення вимог ВПС Пакистану: доступний, сучасний, багатоцільовий винищувач, для заміни їхнього великого парку винищувачів Dassault Mirage III, бомбардувальників Nanchang Q-5, і перехоплювачів Chengdu J-7. Літак також мав посідати експортний потенціал як недорога альтернатива винищувачам з Заходу.
У 1989 році, через економічні санкції США, Пакистан відмовився від розробки проекту недорогого багатоцільового штурмовика Sabre II за участю виробника літаків США Grumman та Китаю, і вирішив переробити та оновити Chengdu F-7. У тому ж році, Китай і Grumman розпочали проектну розробку літака «Super 7», що мав стати переробленим Chengdu F-7. Але Grumman залишив проект після введення санкцій проти Китаю через Події на площі Тяньаньмень 1989, аби вберегти свою репутацію. Після цього в 1991-му році був запущений проект Fighter China («Китайський винищувач»). В 1995 Пакистан та Китай підписали меморандум про наміри спільного проектування та розробки нового винищувача і протягом наступних кількох років відпрацювали деталі проекту. В червні 1995 МіГ приєдналась до проекту, щоб забезпечити «розробницьку підтримку». 9 липня 2020 року стало відомо, що винищувач JF-17 Thunder отримає новий двигун РД-93МА, розроблений російською «ОДК-Климов» (входить в Об'єднану двигунобудівну корпорацію (ОДК) Держкорпорації «Ростех»).
РД-93МА спеціально розроблений для легких винищувачів з одним двигуном. Є модернізацією двигуна РД-93, який на зараз використовується у літаках JF-17 (китайське найменування Ченду FC-1 Сяолун). Новий двигун має поліпшені експлуатаційні характеристики. Зокрема, підвищені термодинамічні параметри, вдосконалену конструкцію вентилятора і гарячої частини, модернізовану систему автоматичного керування силовою установкою. Також збільшені основні показники — призначений ресурс і тяга. Забезпечено додатковий режим аварійного запуску двигуна в повітрі і реалізована можливість аварійного зливу палива.
У Росії розпочались[коли?] випробування двигуна у термобарокамері Центрального інституту авіаційного моторобудування імені П. І. Баранова (ЦІАМ), щоб підтвердити висотно-швидкісні характеристики в змодельованих умовах польоту. При успішному проходженні цього етапу буде отримано дозвіл для проведення льотно-конструкторських випробувань, повідомляє ОДК.[джерело?]
Очікується, що тяга РД-93МА становитиме до 9300 кгс у порівнянні з 8300 кгс РД-93, що значно збільшить потужність та дозволить JF-17 / FC-1 нести більше озброєння і літати з більшою швидкістю.

## Модифікації
- JF-17A Block 1 — Одномісний варіант JF-17 Block 1. Розробка почалась в Китаї у червні 2006 та у Пакистані в 2007 роках. Міг використовувати: ракети PL-5E класу повітря-повіря, ракети SD-10 класу повітря-повітря, протикорабельні ракети C-802AK. Виробництво було завершене 18 грудня після надходження 50 літака (58% з них було виготовлено в Пакистані). Ціна одного JF-17 Block 1 складала приблизно $15 мільйноів доларів США.
- JF-17A Block 2 — Одномісний варіант JF-17 Block 2. Розробка почалась 18 грудня 2013 року, а випробування — 9 лютого 2015 року.
- JF-17B Block 2 — Двомісний варіант JF-17 Block 2. Перший політ 27 квітня 2017 року, Китай. Серійно вироблявся в Китаї та Пакистані з 2018 по 2020 роки.
- JF-17C Block 3 — Одномісний варіант JF-17 Block 3. Перший політ в Китаї у грудні 2019 року. Комплекс авіоніки JF-17 Block III включає сучасні елементи керування та дисплеї в кабіні пілота. У носовій частині встановлена РЛС з активним електронним скануванням. Фюзеляж бойового літака виконаний із використанням композитних матеріалів, а нові китайські двигуни WS-13 дозволили значно покращити льотні характеристики порівняно зі старішими модифікаціями JF-17.

## На озброєнні
М'янма

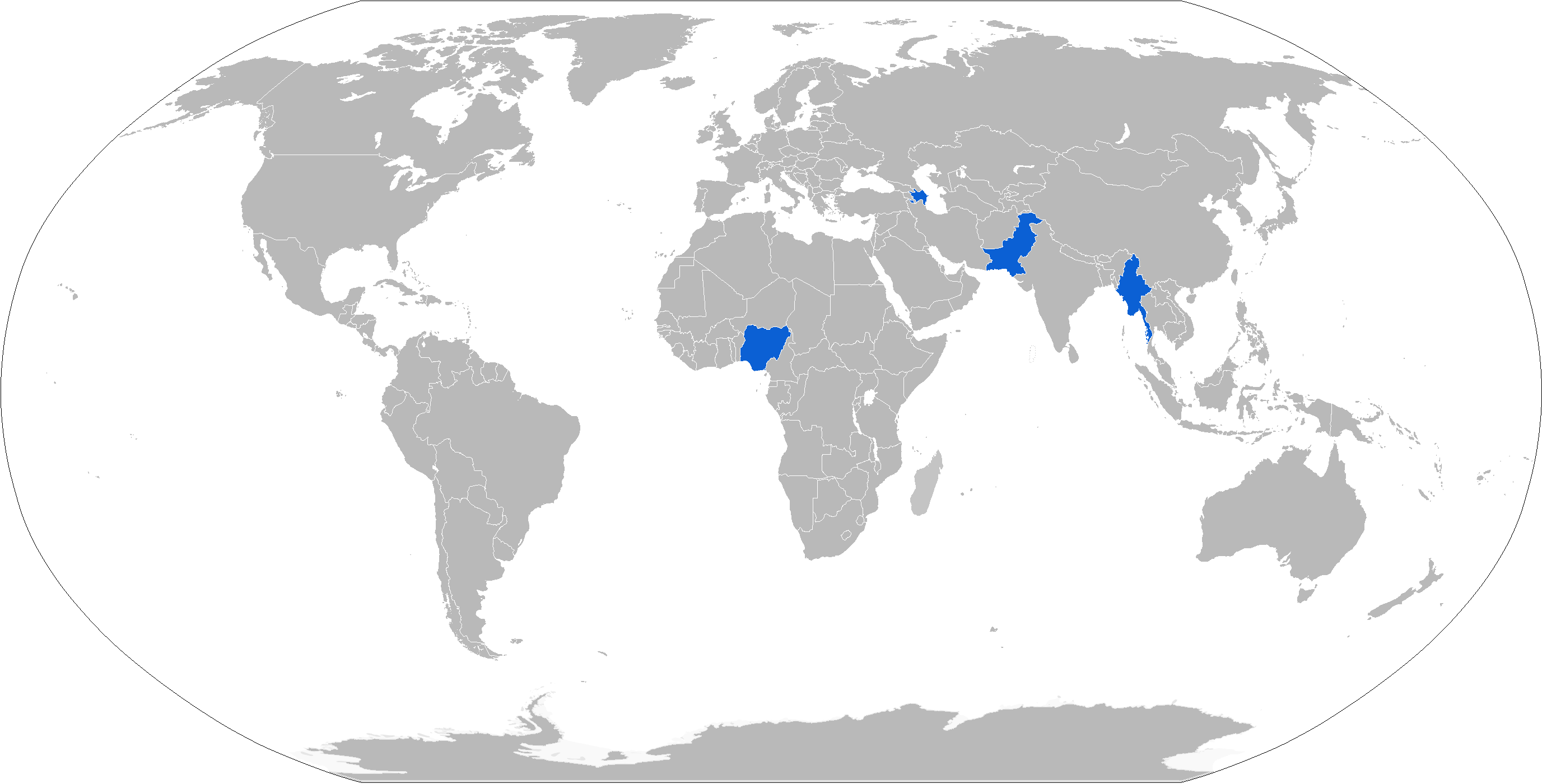
Країни-оператори JF-17 позначені синім

- Військово-повітряні сили М'янми: 7 одиниць, 9 замовлено.

 Нігерія
- Військово-повітряні сили Нігерії: 3 одиниць.

 Пакистан
- Військово-повітряні сили Пакистану: 138 JF-17 Block 1 та Block 2, 12 JF-17C Block 3, 50 замовлено.[1][14][15]

На першому етапі ВПС Пакистану отримали 8 JF-17, виготовлених у КНР. 7 березня 2009-го року компанії PAC і CAC підписали контракт про початок спільного серійного виробництва 42 винищувачі JF-17 (Block 1). До серпня 2011 у Пакистані було виготовлено 26 JF-17. У травні цього ж року стало відомо, що представники КНР і Пакистану домовились про поставку ще 50 літаків ВПС Пакистану (Block 2). В 2014 році вирішено експортувати 5-7 винищувачів, переговори ведуться зі Шрі-Ланкою, Кувейтом, Катаром та іншими країнами.